# Minamishimabara
Minamishimabara (Japans: 南島原市, Minami-Shimabara-shi) is een Japanse stad in de prefectuur Nagasaki. In 2015 telde de stad 47.098 inwoners. 

## Geschiedenis
Op 31 maart 2006 werd Minamishimabara benoemd tot stad (shi). Dit gebeurde na het samenvoegen van de gemeenten Arie (有家町), Fukae (深江町), Futsu (布津町), Kazusa (加津佐町), Kitaarima (北有馬町), Kuchinotsu (口之津町), Minamiarima (南有馬町) en Nishiarie (西有家町).
Steden:
Goto · Hirado · Iki · Isahaya · Matsuura · Minamishimabara · Nagasaki (hoofdstad) · Omura · Saikai · Sasebo · Shimabara · Tsushima · Unzen

Districten:
Nishisonogi · Kitamatsuura · Minamimatsura · Higashisonogi

Gemeenten per district